# Голубев, Иван Яковлевич
Ива́н Я́ковлевич Го́лубев (28 декабря 1841—1 мая 1918) — русский государственный деятель, вице-председатель (временно исполняющий обязанности) Государственного совета Российской империи.

## Биография
Родился в семье дворянина Тверской губернии Якова Ивановича Голубева и его жены Варвары Валентиновны Голубевой. После окончания в 1860 году училища правоведения начал службу в Сенате — в канцелярии IV Департамента. В 1866—1872 годах — товарищ прокурора Петербургского окружного суда, затем служил в Сенате и Министерстве юстиции; с 1878 года — обер-прокурор Гражданского кассационного департамента Сената; с 8 сентября 1880 — директор департамента Министерства юстиции. В 1881 году назначен сенатором, — в гражданском кассационном департаменте.
1 января 1895 года назначен членом Государственного совета. Действительный тайный советник (с 1 января 1901). С 12 ноября 1905 года возглавлял Департамент гражданских и духовных дел Государственного совета; 20 мая 1906 года был назначен вице-председателем преобразованного Государственного совета (с 11 августа 1914 по 15 июля 1915 — и. о. председателя). Статс-секретарь (с 17 мая 1910). Открывал заседания Государственной думы второго, третьего и четвёртого созывов.
В связи с высочайшим неудовольствием, выраженным ему в начале декабря 1916 года, подал в отставку с поста вице-председателя; вместо него 1 января 1917 года был назначен В. Ф. Дейтрих. Кроме того, Голубев не был включён императором в число присутствующих членов верхней палаты на 1917 год, в связи с чем подал прошение об увольнении от должности члена Государственного совета и был уволен от этой должности 4 января 1917 года с оставлением статс-секретарём и сенатором.

## Награды
- Орден Святого Станислава 2-й степени (2 сентября 1864)
- Орден Святой Анны 2-й степени (19 ноября 1870)
- Орден Святого Владимира 3-й степени (1 января 1874)
- Орден Святого Станислава 1-й степени (9 января 1878)
- Орден Святой Анны 1-й степени (1 января 1883)
- Орден Святого Владимира 2-й степени (1 января 1887)
- Орден Белого орла (1 января 1891)
- Орден Святого Александра Невского (1 января 1898)
- Бриллиантовые знаки к ордену Святого Александра Невского (11 августа 1904)
- Орден Святого Владимира 1-й степени (1 января 1908)
- Высочайший рескрипт (17 мая 1910)
- Высочайшая благодарность (17 апреля 1916)